# Hank Green
William Henry Green II, més conegut com a Hank Green   (Birmingham, 5 de maig de 1980), és un emprenedor, músic, educador i youtuber estatunidenc conegut pel seu canal VlogBrothers, creat juntament amb el seu germà John Green, els canals educatius Crash Course i SciShow, el blog de tecnologia mediambiental EcoGeek i la plataforma de micromecenatge Subbable, que va ser absorbida per Patreon en 2014.
Hank i el seu germà John van crear VidCon, la convenció de vídeo en línia més gran del món. Està involucrat en multitud de canals de YouTube, incloent Crash Course, SciShow, SciShow Space, SciShow Psych, The Lizzie Bennet Diaries, The Brain Scoop, Animal Wonders, Cereal Time, How to Adult, i Sexplanations.

## Vida personal
Hank Green va néixer a Birmingham, Alabama, poc abans que la seva família traslladés a Orlando, Florida, on es va criar. Es va graduar de Winter Park High School el 1998, es va titular en Bioquímica d'Universitat Eckerd i va obtenir un postgrau en Estudis Mediambientals per la Universitat de Montana. Resideix en Missoula, Montana amb la seva parella, Katherine Green.

## Carrera

### Vlogbrothers
De l'1 de gener al 31 de desembre de 2007 Hank i John van dur a terme un projecto de videoblog titulat Brotherhood 2.0. La premissa original del projecte era que els germans deixarien de comunicar-se durant l'any excepte mitjançant videoblogs publicats alternativament per cadascun al canal de YouTube de tots dos cada dia de setmana. El canal va continuar publicant videoblogs, sense la limitació en comunicacions i rebaixant la freqüència de publicació a dos vídeos a la setmana.

### VidCon
Hank i John van crear VidCon en 2010, una convenció anual de creadors, públic i representants de la indústria del vídeo en línia a nivell mundial en resposta a la creixent comunitat creada entorn del format. Hank va declarar en 2009: «Volíem reunir a la comunitat de vídeo online en un sol lloc, al món real, durant un cap de setmana. És una celebració de la comunitat, amb actuacions, concerts i festes; però també és un debat sobre l'explosió de la comunitat de vídeo online».

### Altres projectes
Des de 2007, com a part de Vlogbrothers, ha organitzat i participat a l'esdeveniment anual destinat a la beneficència Project for Awesome, que anima a youtubers a crear vídeos contribuint i publicitant organitzacions benèfiques o sense ànim de lucre.
El gener de 2012 va crear dos canals educatius finançats amb ajuda de YouTube: SciShow, que cobreix notícies i explicacions científiques, incloent entrevistes amb experts; i Crash Course, al costat del seu germà John, que consisteix en una sèrie de cursos basats en el pla d'estudis de l'educació secundària estatunidenca.

L'any 2018 va publicar la seva primera novel·la, traduïda al català amb el títol Un Fet Absolutament Extraordinari, que va ser un èxit tant de crítica com de ventes. La seva continuació es va publicar el 2020.

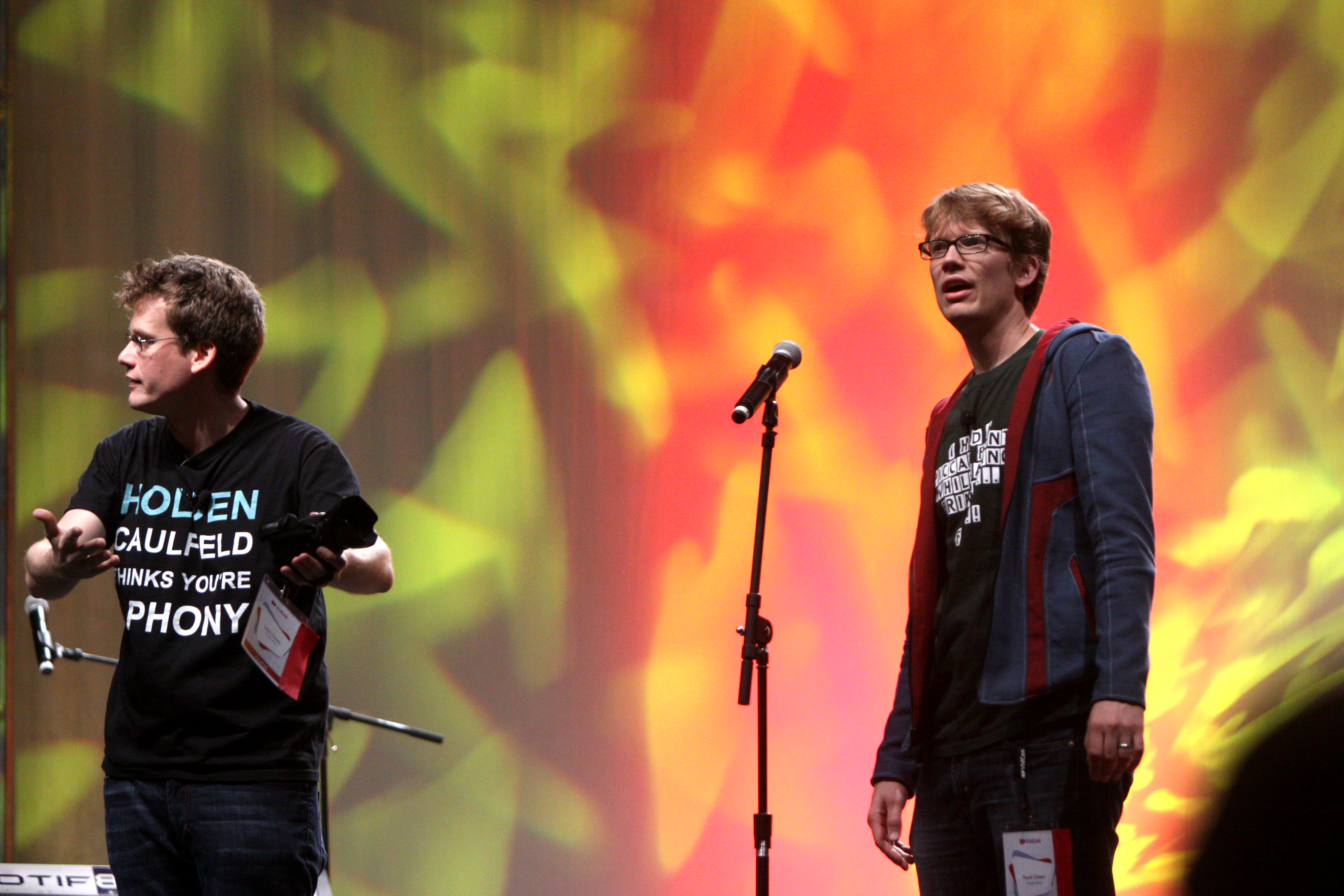
Hank (dreta), amb el seu germà John, en VidCon 2012